# 대월로
대월로(Daewol-ro)는 경기도 이천시 모가면에서  이천시 대월면 대월삼거리를 잇는 45.6km의 도로이다.

## 주요 경유지
경기도
- 이천시 (모가면 . 대월면)

## 노선
| 이름               | 접속 노선                   | 소재지         | 소재지         | 비고                 |
| 진상미로와직결     | 진상미로와직결              | 진상미로와직결 | 진상미로와직결 | 진상미로와직결       |
| ------------------ | --------------------------- | -------------- | -------------- | -------------------- |
| (이름없음)         | 지방도 제329호선 (진상미로) | 이천시         | 모가면         | 지방도 제329호선구간 |
| 양평삼거리         | 대월로83번길                | 이천시         | 모가면         | 지방도 제329호선구간 |
| (미상)             | 모산로                      | 이천시         | 모가면         | 지방도 제329호선구간 |
| 구시교             |                             | 이천시         | 대월면         | 지방도 제337호선구간 |
| 초지교             |                             | 이천시         | 대월면         | 지방도 제337호선구간 |
| 초지교차로         | 대평로                      | 이천시         | 대월면         | 지방도 제337호선구간 |
| 등안사거리         | 사동로53번길 대월로880번길  | 이천시         | 대월면         | 지방도 제337호선구간 |
| 이천물류센터사거리 | 사동로 대월로932번길        | 이천시         | 대월면         | 지방도 제337호선구간 |
| 해룡7교            |                             | 이천시         | 대월면         | 지방도 제337호선구간 |
| 대월사거리         | 경충대로                    | 이천시         | 대월면         | 지방도 제337호선구간 |

## 주요 건물및 시설
- SK에너지 대월주유소 (대월로 673/초지리 381-2)
- 세명모터스 (대월로 795/초지리 209-9)
- SK에너지 해광주유소 (대월로 795/초지리 209-9)
- 대월농협미곡종합처리장 (대월로 800/초지리 243)
- 세븐일레븐 이천대월점 (대월로 830/초지리 228-7)
- GS25 이천사동점 (대월로 878/사동리 175-2)
- 세븐일레븐 이천등안사거리점 (대월로 885/사동리 180-7)
- 미래랜트카 (대월로 915/초지리 166-1)
- 코스트코 코리아 (대월로 916/초지리 166-5)
- CU 이천사동점 (대월로 925/사동리 27-3)
- 그린파크골프랜드 (대월로 926/사동리 27-1)
- 카젠 대월점 (대월로 929/사동리 106-1)
- 현대카모비스 (대월로 929/사동리 106-1)
- CJ대한통운 (대월로 926/사동리 32-2)
- 원효자동차공업사 (대월로 983/사동리 360)